# Agrotis gypaetina
Agrotis gypaetina là một loài bướm đêm trong họ Noctuidae.